# Bernhard Suin de Boutemard
Bernhard Suin de Boutemard (* 1930 in Berlin; † 21. Mai 2007 in Lindenfels) war Pfarrer, Pädagoge und Professor für Soziologie und Religionspädagogik. Er trat als Praktiker der Projektdidaktik hervor. Seine Dissertation Projektunterricht und soziale Handlungsperformanz (1975) begründete einen neuen Ansatz für den Unterricht. Später weitete er das Konzept auch auf den außerschulischen Bereich aus.

## Werke (Auswahl)
- Schule, Projektunterricht und soziale Handlungsperformanz. Fink, München 1975, DNB 750525223.
- Projektarbeit in Gemeinden. Burckhardthaus-Laetare-Verlag u. a., Gelnhausen 1979, ISBN 3-7664-3065-3.
- Johannes Bastian, Herbert Gudjons (Hrsg.): Das Projektbuch. Theorie – Praxisbeispiele – Erfahrungen.  Bergmann und Helbig, Hamburg 1986, ISBN 3-925836-04-7.
- Johannes Bastian (Hrsg.): Theorie des Projektunterrichts. Bergmann und Helbig, Hamburg 1997, ISBN 3-925836-31-4.